# Apollinaris Patera

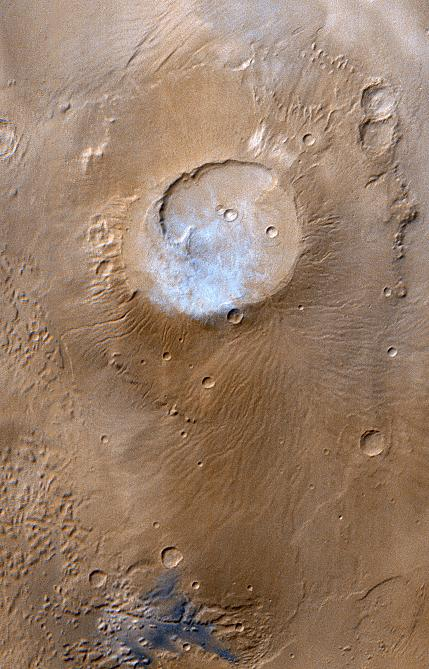
Imagem do Mars Global Surveyor do Apollinaris Patera. Nuvens brancas podem ser vistas pairando sobre o vulcão.

O Apollinaris Patera é um vulcão da superfície de Marte. Está situado no hemisfério sul próximo ao equador, a sudeste do vulcão Elysium Mons na  Elysium Planitia, e a norte da cratera de Gusev.
O Apollinaris Patera possui 5 km de altura com 296 km de diâmetro de base. No topo desse vulcão há uma pequena cratera vulcânica com uma borda irregular, provavelmente originada de uma erupção explosiva ou piroclástica. Esse vulcão possui aproximadamente 3 bilhões de anos. ou possívelmente 3.5 bilhões de anos.
Recebeu esse nome em 1973 de uma montanha próxima a Roma na Itália.